# Pierre Daura
Pierre Daura (Pedro Francisco Daura y García en espagnol ou Pere Daura i Garcia en catalan) était un artiste-peintre espagnol, né (fortuitement) à Minorque aux Baléares le 21 février 1896, et mort en 1976 à Rockbridge Baths (en) en Virginie aux États-Unis.

## Biographie
Son père était musicien à Barcelone et commerçant dans le textile ; sa mère est morte alors qu'il avait sept ans. Il a fait des études à l'École de la Llotja de Barcelone, où il a eu pour professeur le père de Pablo Picasso, José Ruiz y Blasco. À 14 ans il expose et vend ses premiers tableaux. À 18 ans, en 1914, il part pour Paris, où il reste, en pleine guerre, jusqu'en 1917. Il travaille alors dans l'atelier du peintre Émile Bernard, et apprend la gravure avec André Lambert, l'éditeur et illustrateur de la revue de luxe Janus consacrée au poètes lyriques latins.
Retourné à Barcelone, il participe au Groupe des Artistes catalans avec lequel il expose de 1918 à 1933 à travers l'Europe. Revenu à Paris en 1920, il se lie d'amitié avec le peintre catalan Pere Créixams et l'artiste argentin Gustavo Cochet (en). Il expose au Salon d'automne en 1922 et 1926. En 1928, avec quatre autres artistes refusés par le Salon, il participe, à la Gallery Marck, à l'exposition : « Cinq Peintres Refusés par le Jury du Salon ».

## Paysages et abstraction
Dans les années 1920, revenant en France par le train, descend à Cahors, dans le Lot à l'occasion d'une panne du train et faisant étape dans ce département dont il apprécie le caractère et la beauté, il acquiert une maison à Saint-Cirq-Lapopie, l'un des « plus beaux villages de France », où il séjourne volontiers.
En 1928 il se marie avec Louise Heron Blair, étudiante en art de Richmond (Virginie) (dont la sœur épousera plus tard le peintre Jean Hélion). En 1930, Martha, leur fille, naît à Cahors.
Pierre Daura multiplie alors les expositions à Paris et à Barcelone. Notamment, à Paris (expositions personnelles) à la Galerie René Zivy en 1928, et à Barcelone à la galerie Badrinas en 1929 et 1931, à la galerie Syra en 1932 et 1933, à la galerie Barcino en 1935. En 1929-30, avec ses amis Joaquin Torrès-Garcia et Michel Seuphor, il forme le groupe d'avant-garde Cercle et Carré, qui prône l'abstraction et la géométrie en opposition aux irrationalités du surréalisme. Il participe ainsi à l'exposition majeure du groupe en 1929 à la galerie Dalmau à Barcelone, et en avril 1930 à Paris à l'exposition Cercle et Carré à la galerie 23. C'est Daura qui dessine le logo du groupe qui, dans les années 1930, regroupe Arp, Clausen, Gorin, Kandinsky, Léger, Mondrian, Pevsner, Russolo, Stella et Vantongerloo et fera date dans l'histoire de l'art.

## Les États-Unis et la guerre d'Espagne
En 1934, il se rend pour la première fois aux États-Unis pour rencontrer les parents de sa femme, et demeure pour près d'une année en Virginie où il peint des paysages.
En 1937, il a 41 ans, il rejoint l'armée républicaine régulière espagnole pour combattre les forces de Franco. Mais, lors de la bataille de Teruel, il est sérieusement blessé, et renvoyé en France. Il refusera définitivement de revenir en Espagne la guerre terminée, sa femme et sa fille ayant été privées de la nationalité espagnole.

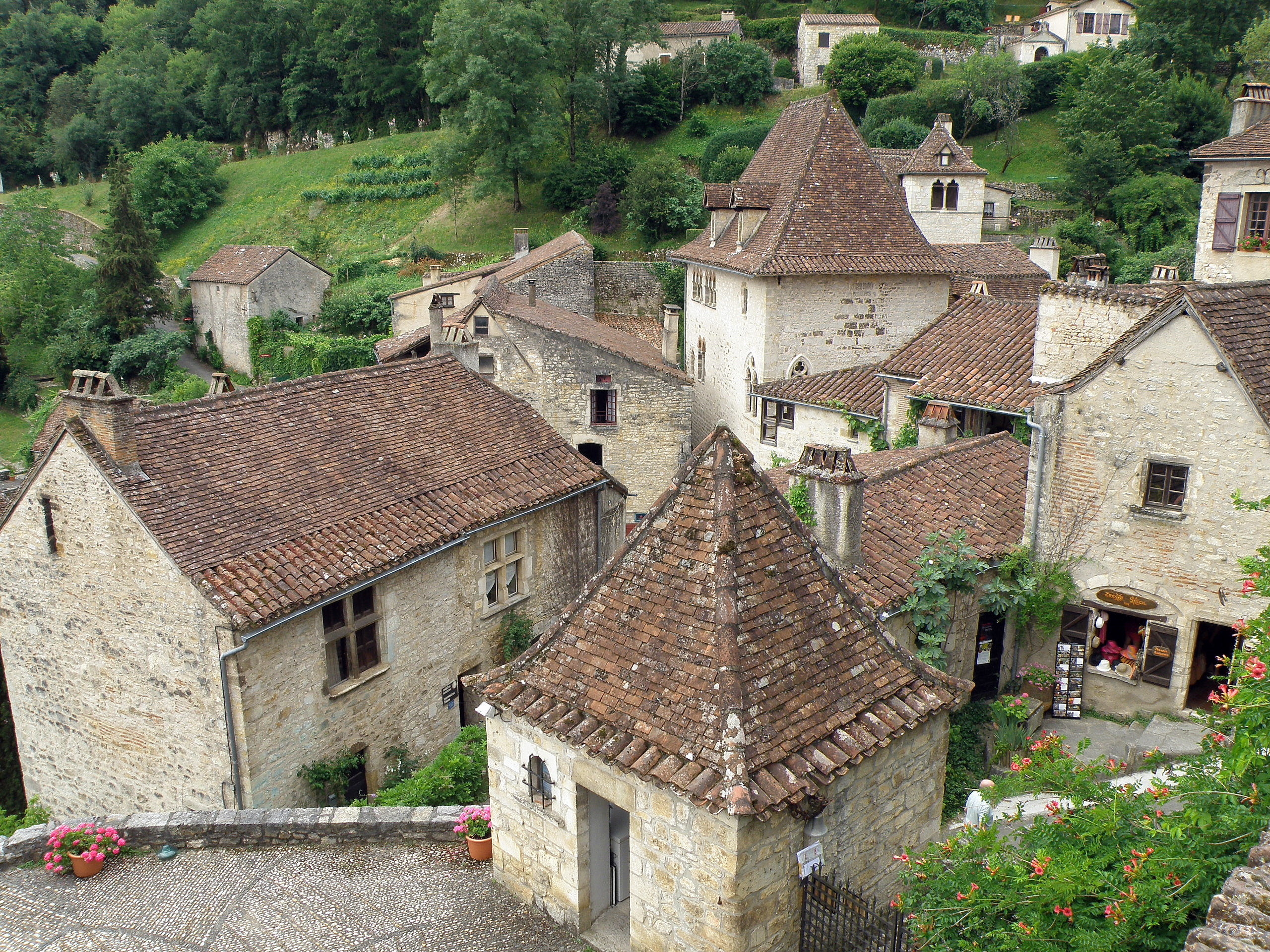
La maison Daura à Saint-Cirq-Lapopie (au centre droit de la photo, avec ses baies à ogives et ses deux lucarnes), ancien hospice acquis par Pierre Daura dans les années 1920.

En 1939, les Daura sont aux États-Unis, en Virginie, lorsqu'éclate la Seconde Guerre mondiale. Avec sa fille Martha, il est naturalisé américain en 1943. Installé en Amérique du Nord, il y fait désormais sa vie et sa carrière artistique, mais il revient avec sa famille tous les étés dans sa maison de Saint-Cirq-Lapopie après la guerre. Il y retrouve ses vieux amis d'avant-guerre comme le docteur Jean Peindarie (qui a mis au monde sa fille Martha).
En 1945-46, Pierre Daura est nommé président du département Art au Lynchburg College, à Lynchburg (Virginie). De 1946 à 1953 il enseigne au Randolph-Macon Woman's College, à Lynchburg, recommence à peindre et à sculpter à plein temps en 1953. Parmi ses étudiants les plus célèbres figure Cy Twombly, qui a commencé à prendre ses cours dès l'âge de 14 ans et avec lequel il nouera une profonde amitié mêlée, pour Twombly, à une admiration pour son professeur.
De 1959 à 1976 Pierre Daura vit à Rockbridge Baths, un petit village. Sa femme Louise meurt en 1972, lui-même en 1976. Une galerie Daura a été constituée au Lynchburg College en Virginie, où est présentée une importante collection de ses œuvres et qui abrite ses archives.
Sa position à l’égard du surréalisme pictural ne l’empêcha pas de se lier d’amitié avec André Breton, son voisin à Saint-Cirq-Lapopie.
Pierre Daura a aimé cette maison de Saint-Cirq-Lapopie, où il a vécu avec sa femme, Louise Heron Blair, et leur fille Martha, de 1930 à 1939. Ils y ont ensuite séjourné chaque été jusqu’à la mort du peintre en 1976. Ancien hospice au XIIIe siècle, Pierre Daura en avait fait un lieu de création et de rencontres artistiques. Les bâtiments et les jardins ont fait l’objet d’une donation à la Région Midi-Pyrénées. Après restauration de cet ensemble patrimonial, elle en a confié la gestion et la programmation à la Maison des arts Georges Pompidou de Cajarc. Les Maisons Daura, résidences internationales d'artistes Région Occitanie ont été inaugurées par Martin Malvy en mai 2005, en présence de Martha Daura. Elles accueillent chaque année des artistes de toutes disciplines, pour des séjours de 2 à 5 mois. Un don de Martha Daura a permet l'établissement du Centre d'Étude Pierre Daura au Georgia Museum of Art. Elle a donné également une multitude de peintures, esquisses, et d'autres œuvres de son père à plusieurs collections américains.